# 亚历山德里亚 (克雷门丘克区)
亚历山德里亚（烏克蘭語：Олександрія），是烏克蘭中部波爾塔瓦州克雷门丘克区普里什布市镇内的村落。分別距離蘇什基2.5公里和卡拉什尼基1公里，海拔高度80米，2001年人口74。